# Internationale Friedensforschungsgesellschaft
Die Internationale Friedensforschungsgesellschaft, 1964 als Non-Profit-Organisation gegründet, steht als internationaler Schnittpunkt zum Austausch wissenschaftlicher Forschungsergebnisse Friedensforschern und -pädagogen weltweit zur Verfügung. Die IPRA ist als Mitglied des Internationalen Wissenschaftsrats die globale Instanz auf diesem Fachgebiet. Die Basis der IPRA ist die Erforschung von Kriegsursachen und andere Formen von Gewalt. Sie gibt Empfehlungen um Voraussetzungen zu Friedensbedingungen zu schaffen und zu erhalten. Dazu engagiert sich die IPRA weltweit bei der Förderung nationaler und internationaler Studien und Lehren für das Streben nach Weltfrieden, der Erleichterung globaler Kontakte und Koordination zwischen Wissenschaftlern und Pädagogen und der Förderung der weltweiten Verbreitung von Forschungsergebnissen durch wissenschaftliche Veröffentlichungen und Informationen zur Friedensforschung. Sie arbeitet eng mit Organisationen zusammen, deren Ziele sich mit den eigenen Projekten überschneiden. Zudem organisiert sie die in zweijährigem Rhythmus stattfindenden internationalen Symposien. Die Unterstützung bei der Herausgabe und Veröffentlichung wissenschaftlicher Zeitschriften, Buchreihen und Berichte zur Friedensforschung hat sie sich ebenso zur Aufgabe gemacht, wie die Kommuniqués wissenschaftlicher Studien aus IPRA-Konferenzen mit der Maßgabe hoher akademischer Standards um die Aufmerksamkeit von Wissenschaftlern und Praktikern auf neue Aspekte der Friedensforschung und -erziehung zu lenken.
Die IPRA ist zudem der Dachverband von fünf kontinental-regionalen Friedensforschungsinstituten, wie der AFPRA für Afrika, der ASIA PACIFIC, CLAIP für Lateinamerika, EUPRA für Europa und der PJSA für Nordamerika.

## Nachweise
1. 1 2 3  Overview. IPRA, abgerufen am 3. Mai 2020 (englisch).
2. ↑  Home. IPRA, abgerufen am 3. Mai 2020 (englisch).
3. ↑  Africa Peace Research and Education Association. AFPREA, abgerufen am 3. Mai 2020 (englisch).
4. ↑  Asia Pacific Research Assocition. APPRA, abgerufen am 3. Mai 2020 (englisch).
5. ↑  About. PJSA, abgerufen am 3. Mai 2020 (englisch).